# Història de les Comunitats Europees (1958-1972)

Evolució territorial de la Unió Europea

La història de les Comunitats Europees entre 1958 i 1972 va veure el desenvolupament primerenc de les Comunitats Europees. La Comunitat Europea del Carbó i de l'Acer (CECA) acabava de ser unida a la Comunitat Europea de l'Energia Atòmica (Euratom) i a la Comunitat Econòmica Europea (CEE), l'últim dels quals aviat es va convertir en el més important. En 1967, les institucions de la CEE es van fer càrrec dels altres dos amb la Comissió de la CEE, inicialment amb la Comissió Hallstein i la Comissió Rey.
En 1958 es va establir el Comitè de Representants Permanents (COREPER). El 19 de març l'Assemblea Parlamentària (en substitució de l'Assemblea Comuna) es va reunir per primera vegada per a les tres comunitats i va triar a Robert Schuman com el seu president.
El 13 de maig, per primera vegada, els seus membres van asseure segons la seva ideologia política enlloc de fer-ho per països.

## De Gaulle i l'EFTA
El 1960, Àustria, Dinamarca, Noruega, Portugal, Suècia, Suïssa i el Regne Unit van establir en Estocolm l'Associació Europea de Lliure Comerç (EFTA), que va entrar en vigor el 3 de maig d'aquell any. En els següents dos anys, el Regne Unit, Irlanda, Dinamarca i Noruega van sol·licitar l'adhesió a les Comunitats Europees, mentre que els països neutrals Àustria, Suècia i Suïssa van demanar acords d'associació econòmica. La sol·licitud d'adhesió va ser suspesa a causa de l'oposició del llavors president francès Charles de Gaulle a l'ingrés del Regne Unit, veient-ho com un «cavall de Troia» per la influència dels Estats Units.
Es va desencadenar una altra crisi en relació amb les propostes per al finançament de la política agrícola comuna (PAC) que va entrar en vigor el 1962. El període de transició mitjançant el qual les decisions es van prendre per unanimitat havien arribat a la seva fi, i la votació per majoria al Consell havien entrat en vigor. L'oposició de De Gaulle a la supranacionalitat i la por dels altres membres que desafien la PAC va conduir a una «política de la cadira buida» mitjançant el qual els representants francesos es van retirar de les institucions europees fins que es va restablir el vet francès. Amb el temps, es va assolir un compromís amb el Compromís de Luxemburg (29 de gener 1966) mitjançant el qual un acord de cavallers que permetia als membres a utilitzar el vet en àrees d'interès nacional.

## El Tractat de fusió de les Comunitats Europees
El 24 de setembre de 1963, els membres van arribar a un acord sobre la fusió dels executius de les tres comunitats. Un any més tard es va acordar que la unica «Comissió» tindria nou membres: dos de cada un dels estats més grans (França, Alemanya i Itàlia) i un de cada un dels estats més petits del Benelux (Bèlgica, Països Baixos i Luxemburg).
El Tractat de fusió va ser signat el 8 d'abril de 1965 i va entrar en vigor l'1 de juliol 1967, fusionant les tres comunitats amb institucions comunes. El cap de la primera Comissió va ser Jean Rey, nomenat el 6 de juliol del mateix any (Comissió Rey).

## La primera ampliació
El Regne Unit va tornar a presentar la seva sol·licitud l'11 de maig de 1967, juntament amb Irlanda, Noruega i Dinamarca. El 1969 un canvi en la presidència francesa de Georges Pompidou va provocar un canvi en França sobre l'obertura de l'adhesió britànica. Les negociacions van començar el 30 de juny de 1970 a Gran Bretanya sota el govern conservador d'Edward Heath. La seva administració proeuropea va haver de fer front als problemes relacionats amb la política agrícola comuna i la relació del Regne Unit amb la Commonwealth. També va haver d'acceptar totes les decisions adoptades des del Tractat de fusió. Les negociacions van durar dos anys i van finalitzar amb la signatura de tractats d'adhesió el 22 de gener de 1972. Gran Bretanya no va celebrar un referèndum abans d'unir-se.
Els resultats dels dels altres tres candidats van ser els següents;
- Irlanda: 83,1% a favor (10 de maig)
- Noruega: 46,5% a favor (25 de setembre)
- Dinamarca: 63,3% a favor (2 d'octubre)

Noruega no va ratificar. Va negociar de nou en els propers anys, però l'1 de gener de 1973, només els tres països restants es van adherir.